# Liste des évêques et archevêques d'Acerenza
 (février 2025).
Si vous disposez d'ouvrages ou d'articles de référence ou si vous connaissez des sites web de qualité traitant du thème abordé ici, merci de compléter l'article en donnant les références utiles à sa vérifiabilité et en les liant à la section « Notes et références ».
Liste des évêques et archevêques d'Acerenza en Italie.
- Romain (300–329) (Romanus)
- Monocollus
- Pierre Ier (Petrus)
- Sylvius
- Théodose (Theodosius)
- Aloris
- Étienne Ier (Stephanus)
- Araldus
- Bertus
- Léon Ier (Leo)
- Loup (Lupus)
- Evalanius
- Azon (Azo)
- Asedeus
- Joseph
- St. Just (Justus)
- Léon II
- Pierre II (833)
- Rodolphe (869–874)
- Léon III (874–904)
- André (906–935)
- Jean Ier (936–972)
- Jean II (993–996)
- Étienne II (996–1024)
- Étienne III (1029–1041)
- Étienne IV (1041–1048)
- Goderius Ier (1048–1058)
- Goderius II (1058–1059)
- Godano ou Gelardo (1059–1066)
- Arnaud (1066–1101)
- Pierre III (1102–1142)
- Durand (1142–1151)
- Robert Ier (1151–1178)
- Richard (1178–1184)
- Pierre IV (1184–1194)
- Pierre V (1194–1197)
- Renaud (1198–1199)
- de 1203 à 1954 le diocèse est uni avec le diocèse de  Matera
- André (1200–1231 et 1236–1246)
- Anselme (1252–1267)
- Laurent (1268–1276)
- Pietro d'Archia (1277–1299)
- Gentile Orsini (1300–1303)
- Guido (ou Guglielmo) (1303–1306)
- Landolfo (ou Rudolfo) (1306–1308)
- Robert II (1308–1334)
- Pietro VII (1334–1343)
- Giovanni Corcello (1343–1363)
- Bartolomeo Prignano (1363–1377)
- Niccolò Acconciamuro (1377–1378)
- Giacomo di Silvestro (1379)
- Bisanzio Morelli (1380–1391)
- Pietro Giovanni de Baraballis (1392–1394)
- Stefano Goberio (1395–1402)
- Riccardo de Olibano (1402–1407)
- Niccolò Piscicello (1407–1414)
- Manfredi Aversano (1414–1444)
- Marino de Paolis (1444–1470)
- Francesco Enrico Lunguardo (1471–1482)
- Vincenzo Palmieri (1483–1518)
- Andrea Matteo Palmieri (1518–1528)
- Francesco Palmieri (1528–1530)
- Giovanni Michele Saraceno (1531–1556)
- Sigismondo Saraceno (1558–1585)
- Francesco Antonio Santorio (1586–1588)
- Francesco de Abillaneda (Francisco Avellaneda) (1591)
- Scipione de Tolfa (1593–1595)
- Giovanni de Myra (1596–1600)
- vacance (1600–1606)
- Giuseppe de Rossi (1606–1610)
- Giovanni Spilla, O.P. (Juan de Espila) (1611–1619)
- Fabrizio Antinoro (1621–1630)
- Domenico Spinola (1631–1636)
- Simone Carafa Roccella (1638–1647)
- Giovanni Battista Spinola (1648–1665)
- Vincenzo Lanfranchi (1665–1676)
- Antonio del Rjos Colminarez (1678–1702)
- Antonio Maria Brancaccio (1703–1722)
- Giuseppe Maria Positano (1723–1729)
- Alfonso Mariconda (1730–1737)
- Giovanni Rossi (1737–1738)
- Francesco Lanfreschi (1738–1754)
- Antonio Ludovico Antinori (1754–1758)
- Serafino Filangeri (1759–1762)
- Nicola Filomarini (1763–1768)
- Carlo Parlati (1768–1774)
- Giuseppe Sparano (1775–1776)
- Francesco Zunica (1776–1796)
- Camillo Cattaneo della Volta (1797–1834)
- Antonio Di Macco (1835–1854)
- Gaetano Rossini (1855–1867)
- Pietro Giovine (1871–1879)
- Gesualdo Nicola Loschirico, O.F.M. Cap. (1880–1890)
- Francesco Maria Imparati, O.F.M. (1890–1892)
- Raffaele di Nonno, C.SS.R. (1893–1895)
- Diomede Angelo Raffaele Gennaro Falconio, O.F.M. (1895–1899)
- Raffaele Rossi (1900–1906)
- Anselmo Filippo Pecci, O.S.B. (1907–1945)
- Vincenzo Cavalla (1946–1954)
- Domenico Pecchinenna (1954–1961)
- Corrado Ursi (1961–1966) (aussi archevêque de Naples)
- Giuseppe Vairo (1966–1979)
- Francesco Cuccarese (1979–1987)
- Michele Scandiffio (1988–2005)
- Giovanni Ricchiuti (2005–2013), transféré au diocèse d'Altamura-Gravina-Acquaviva delle Fonti
- Francesco Sirufo (depuis 2016)